# Уваров, Алексей Сергеевич
Граф Алексе́й Серге́евич Ува́ров (28 февраля [11] марта 1824, Санкт-Петербург — 29 декабря 1884 (10 января 1885), Москва) — русский археолог, член-корреспондент (1856), почётный член (1857) Петербургской Академии наук, коллекционер, благотворитель.
Один из основателей Санкт-Петербургского археологическо-нумизматического общества (будущего Императорского Русского Археологического общества). Основатель Московского археологического общества, инициатор первых археологических съездов в России. Председатель Ученой комиссии по созданию Исторического музея в Москве и его первый директор.

## Биография
Происходил из дворянского рода Уваровых. Единственный сын министра народного просвещения Сергея Семёновича Уварова. Родился в Санкт-Петербурге 28 февраля (11 марта) 1824 года, крещён был 16 марта 1824 года в Исаакиевском соборе; крестник князя Н. Г. Репнина и графини М. Г. Разумовской.
Получив домашнее образование, поступил на 1-е отделение (историко-филологическое) философского факультета Санкт-Петербургского университета, окончив которое кандидатом в 1845 году, поступил на службу в Министерство иностранных дел. В 1848 году был направлен курьером в Неаполь; поездку за границу он использовал для продолжения своего образования, слушая лекции в Берлинском и Гейдельбергском университетах. Мог сделать блестящую дипломатическую карьеру, но после пятилетней службы в МИДе, перешёл в Министерство внутренних дел (1850—1853), а затем служил при Кабинете Его Величества (1853—1857).

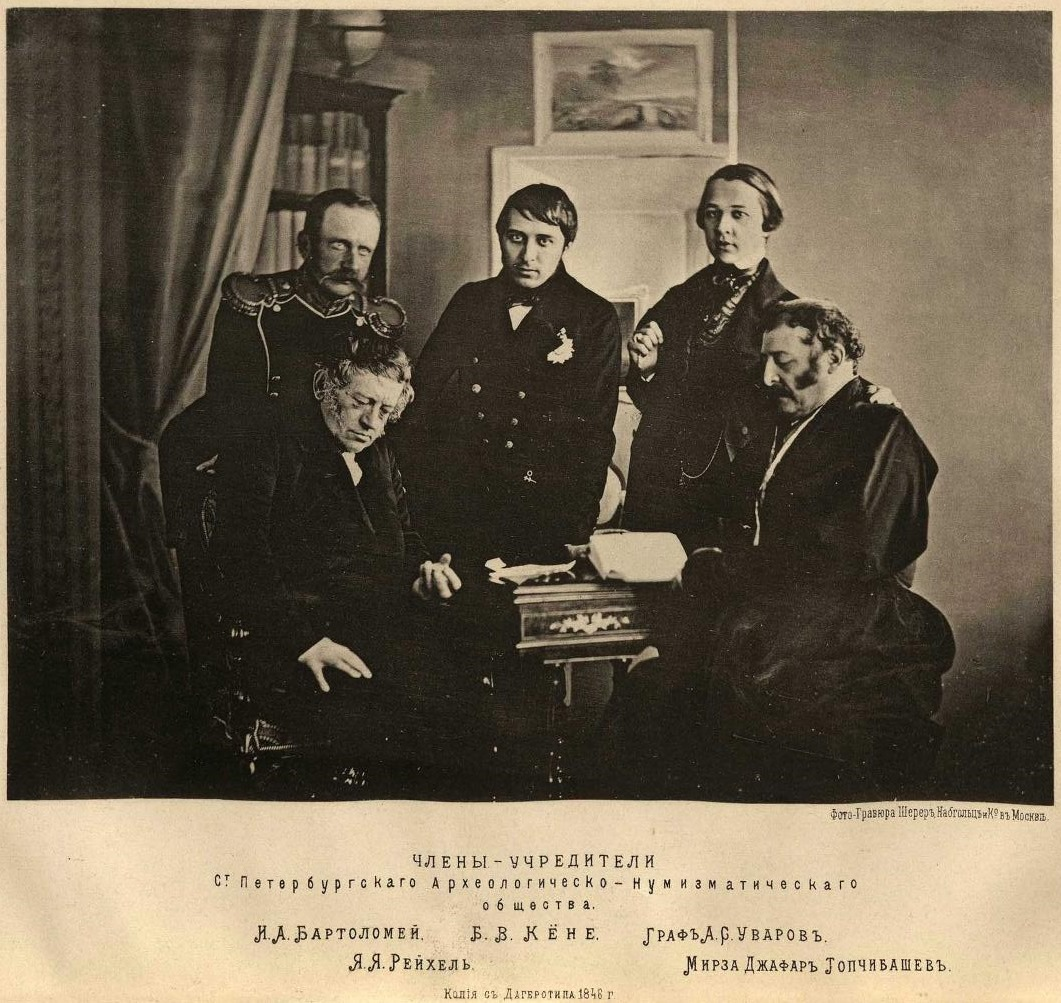
Учредители археологическо-нумизматического общества. 1848 год.

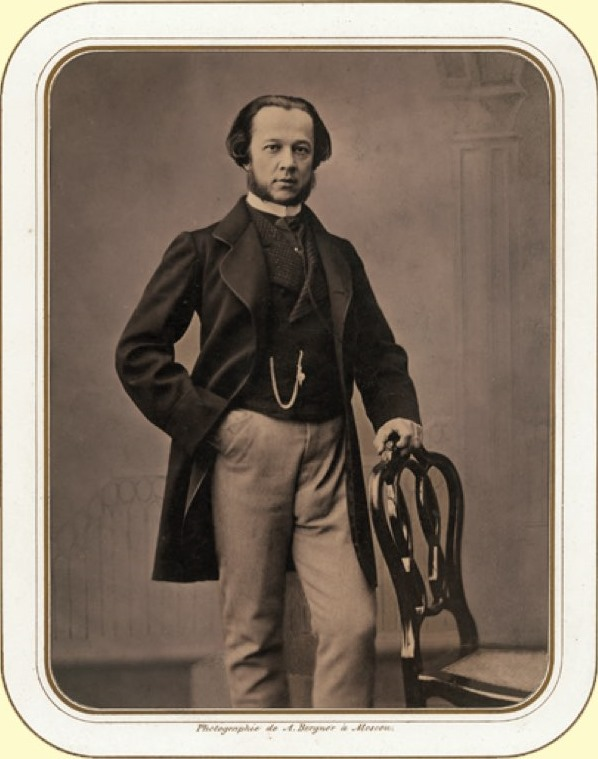
Граф А. С. Уваров. 1860 год.

С 4 июня 1857 года до 17 января 1859 года он был помощником попечителя Московского учебного округа.
В 1846 году стал одним из членов-учредителей Санкт-Петербургского археологическо-нумизматического общества, которое вначале уделяло больше внимание нумизматике. Инициировал раскопки на берегах Чёрного моря в древней Ольвии.
В 1848 году провёл исследование древностей на юге России и по его итогам издал на русском и французском языках труд «Исследования древностей южной России и берегов Чёрного моря» с атласом (издано в Санкт-Петербурге в 1851 году), который принёс ему широкую известность. Также посещал Крым с раскопками Херсонеса Таврического, Пантикапея. В 1851 году участвовал в раскопках на территории древнего Суздальского княжества, где открыл свыше 750 курганов. По результатам раскопок написал исследовательскую работу «Меряне и их быт по курганным раскопкам».

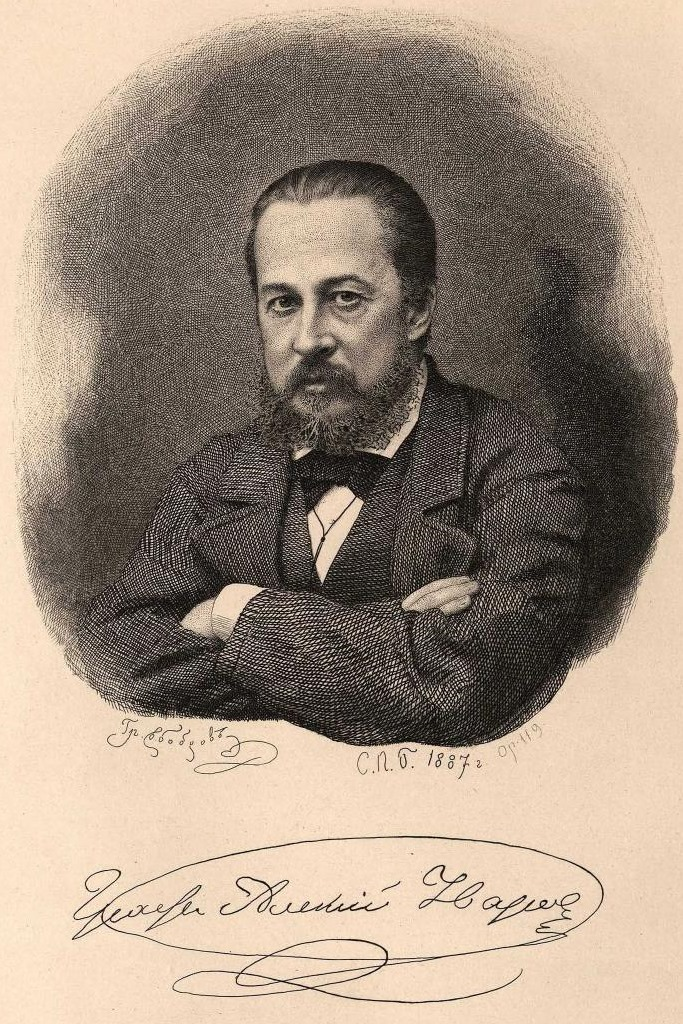
Граф А. С. Уваров (рис. из издания уваровского каталога, 1887 год.)

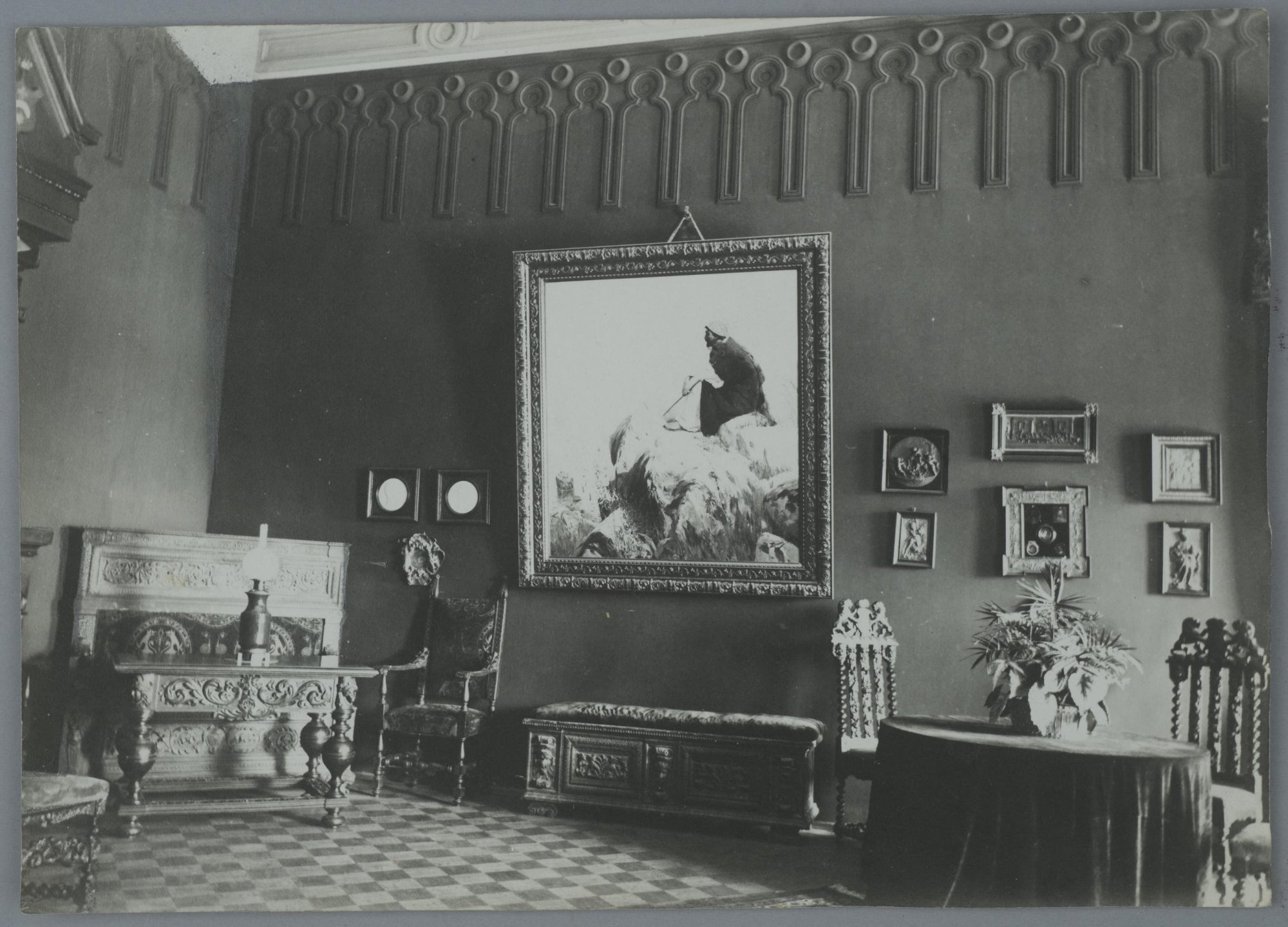
Усадьба в Карачарово. Вид комнаты с картиной В. Поленова «Мечты». 1899 год.

С 1852 года часто бывал в своём имении в селе Карачарово (ныне часть города Муром). В 1853 и 1854 годах занимался раскопками в Таврической губернии.
В связи с началом Крымской войны 19 мая 1855 года был определён в 122-ю Гороховецкую дружину ополчения Владимирской губернии в звании капитана согласно с § 26, п. 4а Положения о Государственном Подвижном ополчении.
В 1857 году учредил фонд в память С. С. Уварова и Уваровскую премию при Академии наук. В это же время Уваров был избран руководителем отдела русской и славянской археологии.
В 1859 году был избран членом Общества любителей Российской словесности. Избрание произошло не сразу: предложенный С. А. Соболевским, он не был выбран 28 января 1859 года. Тогда М. П. Погодин «написал официальное письмо об Уварове к Хомякову» (тогдашнему председателю Общества) и в следующем же заседании (4 февраля) «он избран девятнадцатью голосами с одним чёрным».
В 1864 году в Москве основал Московское археологическое общество, возглавлял до своей кончины в 1884 года, финансируя на свои средства первые археологические съезды. В мае 1881 года был назначен товарищем председателя при Историческом музее и, одновременно, председателем Строительной комиссии музея.
В 1873 году в Ярославской губернии открыл первый объект фатьяновской культуры (бронзовый век); за исследование «Меряне и их быт по курганным раскопкам» был награждён золотой Константиновской медалью Русского географического общества.
В 1875 году основал Первое общество железно-конных дорог, осуществлявшее расширение и обслуживание московской конки, а впоследствии и трамвайных линий.
Скончался 29 декабря 1884 (10 января 1885) года в Москве; был похоронен в некрополе Новодевичьего монастыря.
Собрание богатейшего частного музея Уваровых в фамильной усадьбе Поречье, рядом с посёлком Уваровка), после революции 1917 года и национализации, было расформировано. В настоящее время предметы из Уваровских коллекций находятся в фондах ГИМ, ГМИИ, ГТГ и других музеях.

## Опубликованные труды
- Исследования о древностях Южной России и берегов Чёрного моря. Вып. 1. — С.-Петербург: Тип. эксп. загот. гос. бумаг, 1851. — С. 1—138.
- Исследования о древностях Южной России и берегов Чёрного моря. Вып. 2. — С.-Петербург: Тип. эксп. загот. гос. бумаг, 1856. — С. 139—184.
- Несколько слов об археологических разысканиях близ Симферополя и Севастополяh / [Гр. А. Уваров]. — [Москва, 1854]. — 13 с., 1 л. черт.
- Разыскания о славяно-византийских монетах: Письмо гр. А. С. Уварова к А. А. Кузнику о монетах Владимира и Ярослава. — [Санкт-Петербург], ценз. 1862. — 26 с.
- Церковный диптих V века // Древности. Труды Московского археологического общества. Т. 1. [Вып. 1]. — М.: тип. Грачева и К°, 1865. — С. 1—17.
- Две битвы 1177 и 1216 годов по летописям и по археологическим изысканиям: публицистика / А. С. Уваров. — Москва: Синод. тип., 1870. — 14 с.
- Меряне и их быт по курганным раскопкам: Исслед. гр. А. С. Уварова. — Москва: Синод. тип., 1872. — [8], 217 с.
- О существенных и второстепенных признаках народности могильных насыпей // Древности. Труды Московского археологического общества. Том III. — М., 1873. — С. 265—289.
- Каталог собрания древностей графа Алексея Сергеевича Уварова: Отд. [1]-11 / [[Соч.] Гр. Уварова]. — Москва : Синод. тип., 1887. Выпуск I [Каменный период и др.]
- Каталог собрания древностей графа Алексея Сергеевича Уварова: Отд. [1]—11 / [[Соч.] Гр. Уварова]. — Москва: Синод. тип., 1887. Выпуск VII [Монеты Воспорского царства и древнегреческих городов, находившихся в пределах нынешней России]. — Москва: тип. и словолитня О. Гербек, 1887. — X, 123 с., 4 л. ил.
- Византийский альбом графа А. С. Уварова: Посмертное изд. Т. 1. Вып. 1. — Москва: тип. Э. Лисснера и Ю. Романа, 1890. — VIII, 107 с., 22 л. ил.
- Христианская символика : монография. — Москва: Типография Г. Лисснера и Д. Собко, 1908. — Ч. 1. Символика древне-христианского периода. — 222 с.

## Семья
Был женат на княжне Прасковье Сергеевне Щербатовой. Их дети:
- Алексей Алексеевич (1859—1913), был женат на Анне Ивановне Штенберг.
- Прасковья Алексеевна (29.10.1860, Париж—1934).
- Сергей Алексеевич (01.07.1862—02.02.1888)[7], окончил университетское отделение Катковского лицея, корнет Кавалергардского полка. Умер в Санкт-Петербурге, похоронен в Новодевичьем монастыре Москвы[9].
- Екатерина Алексеевна (род. и ум.1863).
- Екатерина Алексеевна (1864—1953).
- Фёдор Алексеевич (1866—1954), председатель Можайской земской управы, член Государственного совета по выборам. Был женат на графине Екатерине Васильевне Гудович (1868—1948), сестре А. В. Гудовича. После революции эмигрировали во Францию.
- Игорь Алексеевич (1869—1934), бельский уездный предводитель дворянства, член Государственного совета по выборам.